# Gleichenia paleacea
Gleichenia paleacea är en ormbunkeart som först beskrevs av Edwin Bingham Copeland, och fick sitt nu gällande namn av Holtt. Gleichenia paleacea ingår i släktet Gleichenia och familjen Gleicheniaceae. Inga underarter finns listade.